# Fawdon Clinch and Hartside

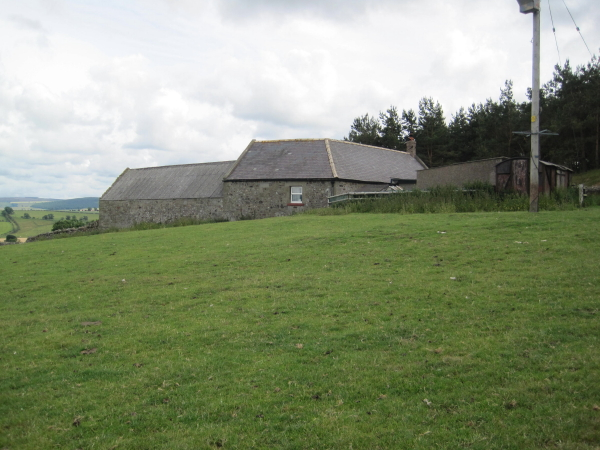
Clinch

Fawdon Clinch and Hartside var en civil parish 1866–1884 när det uppgick i Fawdon and Clinch och Ingram Linhope Greenshawhill and Hartside, nu i Ingram civil parish, i grevskapet Northumberland i England. Civil parish var belägen 16 km från Alnwick och hade 47 invånare år 1881. Det inkluderade Fawdon.